# یورخن استرپل
یورخن استرپل (هلندی: Jurgen Streppel؛ زادهٔ ۲۵ ژوئن ۱۹۶۹) یک بازیکن فوتبال اهل هلند است.

## تیم ملی
وی سابقه مربی‌گری در تیم‌هایی همچون هیرنفین را در کارنامه دارد.